# Оскар Сепре
Оскар Адович Сепре (20 травня 1900, волость Кабала, Вільяндіський повіт, Естляндська губернія, тепер Естонія — 23 листопада 1965, місто Таллінн, тепер Естонія) — естонський радянський політичний та партійний діяч, другий голова Ради народних комісарів Естонської РСР після загибелі Йоганнеса Лаурістіна. Член-кореспондент Академії наук Естонської РСР (з 1946 року). Депутат Верховної ради Естонської РСР. Депутат Верховної Ради СРСР 1—2-го скликань (у 1941—1946 і 1947—1950 роках).

## Життєпис
Народився в родині орендатора невеликого хутора. Закінчив початкову школу в Лаева, міністерське училище; весною 1917 року закінчив вище початкове училище в Пильтсамаа.
Восени 1917 року переїхав до Таллінна, брав участь у робітничому русі, розповсюджував підпільні листівки. У 1919 році служив в Талліннському учнівському батальйоні. Навчався в Талліннській вищій середній школі, організував у школі осередок комуністичної молоді, співпрацював у робітничих газетах. Був одним із організаторів Комуністичної спілки молоді Естонії.
Член Комуністичної партії Естонії з 1921 року.
У 1921 році поступив на юридичний факультет Тартуського університету. Брав участь в організації підпільного студентського осередку, співпрацював із легальним університетським «Соціально-філософським гуртком». Став членом Естонської робітничої партії.
10 березня 1924 року обраний депутатом естонського Рійгікогу II-го скликання від «Робітничого об'єднаного фронту», увійшов до складу прокомуністичної робітничої фракції. 9 квітня 1924 року вибув із естонського парламенту.
У 1924 році був заарештований поліцією і звинувачений в «організації антидержавної змови». 27 листопада 1924 року відбувся «Процес 149 комуністів», на якому Оскара Сепре було засуджено до довічної каторги. У травні 1938 року за загальною політичною амністією випущений на волю. Переїхав до села, працював у господарстві брата. Потім поступив у Тартуський університет, вів підпільну комуністичну діяльність.
Активно підтримував окупацію Естонії радянськими військами, у червні 1940 року очолив Головний комітет із націоналізації банків і великої промисловості Естонської республіки.
З 25 серпня 1940 по 1948 рік — голова Державної планової комісії Естонської РСР та заступник голови Ради народних комісарів Естонської РСР. З 17 червня 1942 по 28 вересня 1944 року виконував обов'язки голови Ради народних комісарів Естонської РСР, хоча в той час територія Естонії була окупована німецькими військами.
З 1946 року — академік-секретар секції суспільних наук Академії наук Естонської РСР, завідувач відділу економіки транспорту Інституту економіки Естонської РСР.
Помер 23 листопада 1965 року в місті Таллінні. Похований на Лісовому цвинтарі.

## Нагороди та відзнаки
- орден Леніна
- медалі